# Schistidium fallax
Schistidium fallax là một loài Rêu trong họ Grimmiaceae. Loài này được (Dusén) Ochyra & Matteri mô tả khoa học lần đầu tiên vào năm 1996.